# Brent Van Moer
Pour les articles homonymes, voir Van Moer.
Brent Van Moer, né le 12 janvier 1998 à Beveren (Flandre-Orientale), est un coureur cycliste belge. Il évolue au sein de l'équipe Lotto-Soudal.

## Biographie

### Jeunesse

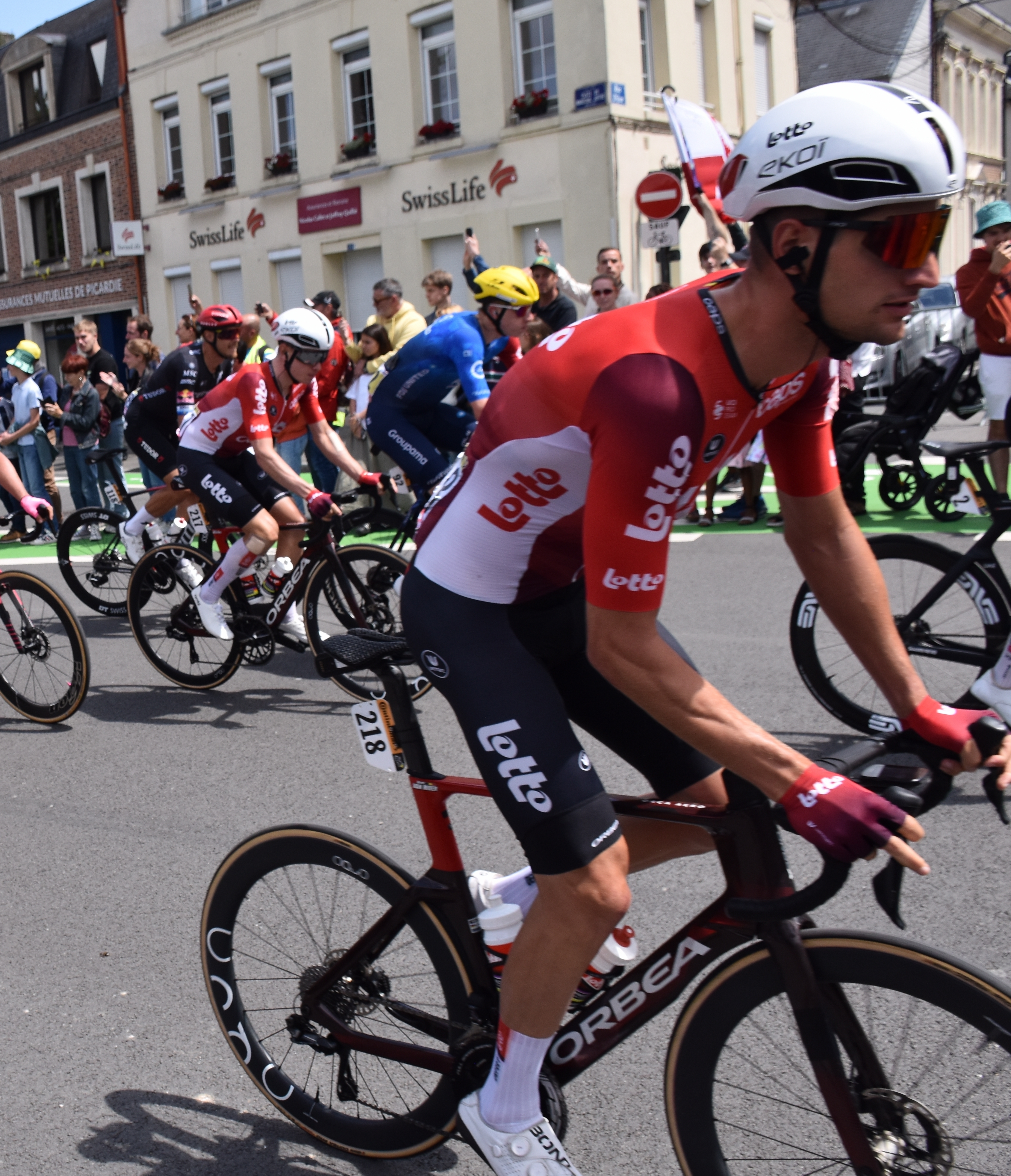
Brent Van Moer #218 - Tour de France 2025

Brent Van Moer s'impose en 2015 sur le Circuit Het Nieuwsblad juniors (moins de 19 ans). Il se distingue ensuite lors de la saison 2016 en remportant une étape et le général du Sint-Martinusprijs Kontich. Il termine également troisième du Keizer der Juniores, sixième de La Philippe Gilbert Juniors, septième de Paris-Roubaix juniors ou neuvième du Grand Prix E3 juniors. Au mois d'octobre, il est sélectionné en équipe de Belgique pour les mondiaux juniors de Doha. Seul représentant belge dans le groupe de tête, il doit se contenter de la treizième place,.
En 2017, il rejoint l'équipe espoirs de Lotto-Soudal. L'année suivante, il montre ses qualités dans les classiques pavées en terminant deuxième du Circuit Het Nieuwsblad espoirs et sixième de Paris-Roubaix espoirs. À partir du mois d'août, il fait partie des trois coureurs choisis pour rejoindre l'équipe professionnelle de Lotto-Soudal en tant que stagiaire. Le 24 septembre, il crée la surprise en devenant vice-champion du monde du contre-la-montre espoirs.

### Professionnel

#### 2019 & 2020: Débuts chez les pros
Il signe un contrat pour devenir professionnel à partir du 1er juillet 2019 avec l'équipe World Tour Lotto-Soudal, mais passe professionnel finalement un mois plus tôt le 3 juin.
En 2020, Van Moer participe à deux courses à étapes, le Tour de la Communauté valencienne et le Tour de l'Algarve. Avant l'interruption dû au coronavirus, il court notamment au Circuit Het Nieuwsblad et à Kuurne-Bruxelles-Kuurne. Il reprend en aout et est présent au départ du Critérium du Dauphiné où il chute et abandonne à la première étape, toutefois sans blessures graves. et participe à ses premières classiques de renom chez les professionnels telles que La Flèche Wallonne, Liège-Bastogne-Liège ou encore Gand-Wevelgem. Il termine sa saison en étant au départ de son premier grand tour, La Vuelta, où il termine à la centième place.

#### 2021: Première victoire professionnelle
Van Moer commence sa saison au Grand Prix Cycliste La Marseillaise où il finit 51e. Il est présent sur Tirreno-Adriatico, où il fait bonne impression. Lors de la sixième étape, il est dans la bonne échappée mais finit deuxième au sprint derrière Mads Würtz. Échappé sur le Tour du Limbourg le 24 mai 2021, il bénéficie de dix secondes d'avance sur le peloton à la flamme rouge. Dans les 500 dernières mètres, un signaleur lui indique la mauvaise direction et l'envoie dans la dérivation des voitures suiveuses. Course perdue, il ne prend pas la peine de revenir sur ses pas et ne franchit pas la ligne d'arrivée. Tim Merlier remporte alors l'épreuve au sprint. Six jours plus tard, il est au départ du Critérium du Dauphiné. Échappé lors de la première étape en compagnie de Cyril Gautier et Patrick Gamper, il s'isole dans la côte du château de Buron à 17 kilomètres de l'arrivée et remporte sa première victoire professionnelle.
Il prend part aux deux Championnats de Belgique, il finit 8e au contre-la-montre à environ deux minutes du vainqueur Yves Lampeart et 78e dans la course en ligne. Il est aligné par son équipe sur le Tour de France. L'abandon de son leader dès la troisième étape, le sprinter Caleb Ewan, précipite son équipe à trouver d'autres solutions. Lors de la quatrième étape, il est échappé avec un coureur de l'équipe Cofidis, Pierre-Luc Périchon. Il lâche son compagnon d'étape dans les 20 derniers kilomètres, mais les derniers faux plats montants de l'étape lui sont fatals. Il est repris dans les deux cents derniers mètres et finit 49e. Le prix de la combativité de cette étape lui est attribué. Il tente à nouveau sa chance lors de la douzième et prend l'échappée pour tenter d'aider son équipier Sweeny, sans succès. Lors de la 19e étape, Van Moer provoque une chute en voulant prendre l'échappée. Dans sa tentative de dépassement, il roule brièvement sur de l'herbe, perd le contrôle de son vélo et chute vers l'intérieur de la route. Il se fracture ensuite la hanche gauche lors d'un entraînement.

#### 2022
En 2022, il participe à une quarantaine de courses mais n'obtient aucun top 10.

#### 2023
En juillet, il termine quatrième de la 4e étape du Tour de Wallonie 2023 disputée contre-la-montre à Mons et remportée par Filippo Ganna. Il monte sur le podium du classement général final de ce Tour derrière Ganna et Joshua Tarling.

## Palmarès

### Palmarès amateur
- 2015
  - Circuit Het Nieuwsblad juniors
- 2016
  -  Champion de Belgique du contre-la-montre par équipes juniors
  - Sint-Martinusprijs Kontich :
    - Classement général
    - 3ea étape (contre-la-montre)

  - 3e du championnat de Flandre-Orientale du contre-la-montre juniors
  - 3e du Keizer der Juniores
- 2017
  - 2e du championnat de Belgique du contre-la-montre espoirs
  - 2e du Tour de Flandre-Orientale
- 2018
  -  Champion de Belgique du contre-la-montre par équipes
  - Grand Prix Rik Van Looy
  - Mémorial Igor Decraene
  - 2e du championnat de Flandre-Orientale du contre-la-montre espoirs
  - 2e du Circuit Het Nieuwsblad espoirs
  -  Médaillé d'argent du championnat du monde du contre-la-montre espoirs
  - 2e de la Flèche côtière
  - 3e du Triptyque ardennais
- 2019
  -  Champion de Belgique du contre-la-montre espoirs
  - 2e étape a (contre-la-montre) du Triptyque des Monts et Châteaux
  - 3e du Sundvolden GP
  - 5e du championnat du monde du contre-la-montre espoirs

### Palmarès professionnel

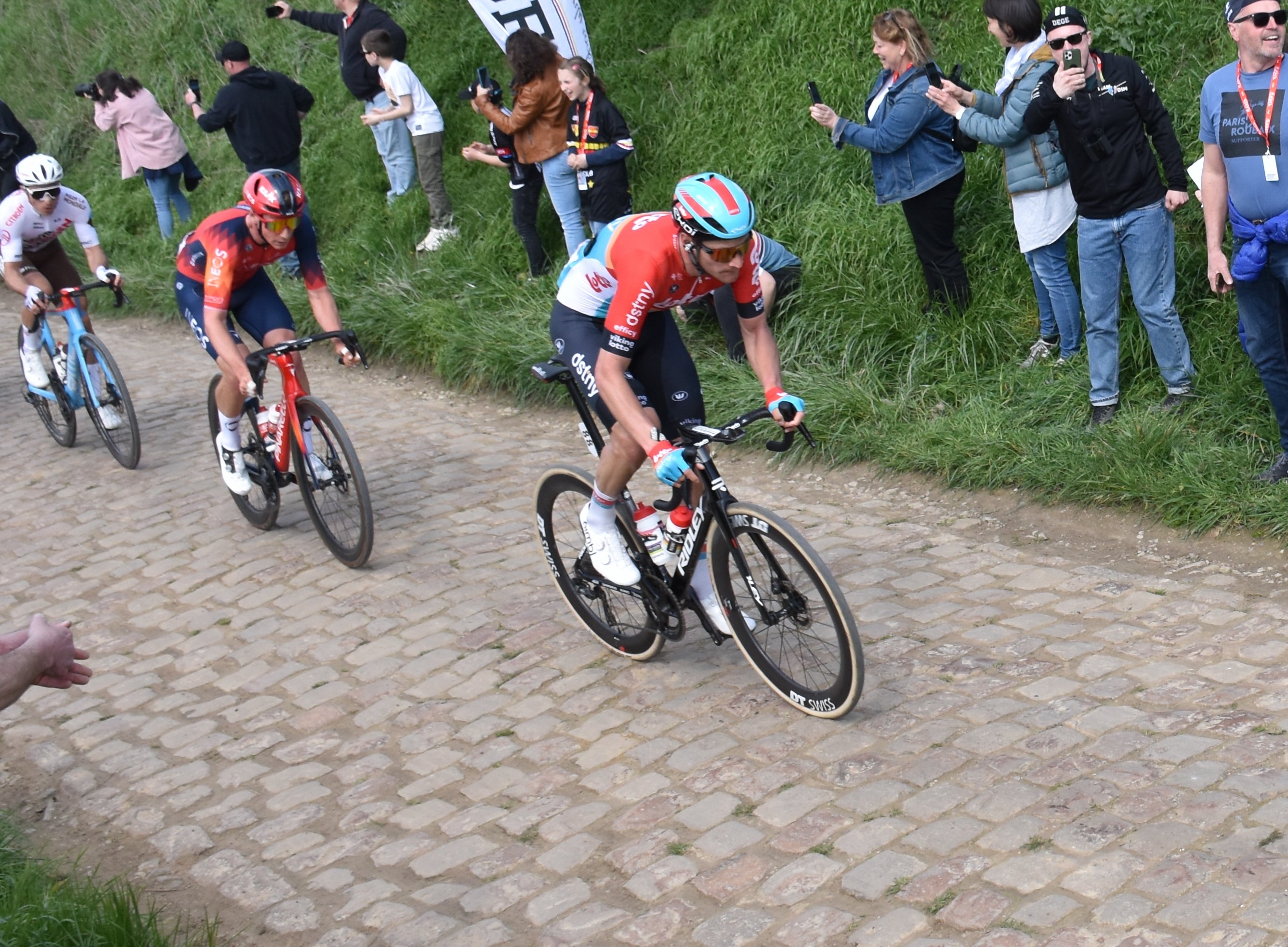
Paris-Roubaix 2023 - Secteur pavé de Quiévy à Saint-Python - N° 88 Brent Van Moer.

- 2021
  - 1re étape du Critérium du Dauphiné
- 2023
  - 3e du Grand Prix La Marseillaise
  - 3e du Tour de Wallonie
- 2025
  - 4e du Circuit Het Nieuwsblad

## Résultats sur les grands tours

### Tour de France
4 participations
- 2021 : 65e
- 2022 : 121e
- 2024 : 95e
- 2025 : 84e

### Tour d'Espagne
1 participation
- 2020 : 100e

## Classements mondiaux
| Année                                 | 2018 | 2019 | 2020  | 2021 | 2022 | 2023 | 2024 |
| ------------------------------------- | ---- | ---- | ----- | ---- | ---- | ---- | ---- |
| Classement mondial                    | 525e | 426e | 1283e | 589e | 946e | 213e | 363e |
| UCI Europe Tour                       | 627e | 338e | 982e  | 474e | 691e | nc   | nc   |
|                                       |      |      |       |      |      |      |      |
| Légende : nc = non classéSource : UCI |      |      |       |      |      |      |      |